# Drei-Konchen-Chor

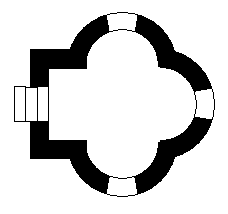
Trikonchos: schematischer Grundriss

Der Drei-Konchen-Chor (auch: Dreikonchenanlage, Trikonchos oder Kleeblattchor) ist eine bestimmte Grundrissform in der Architektur von mittelalterlichen Kirchengebäuden.

## Beschreibung
Im Gegensatz zu einem Grundriss in Form eines lateinischen Kreuzes, bei dem ein gerades Langhaus im Vierungsbereich von einem ebenfalls geraden Querhaus rechtwinklig durchkreuzt wird, werden beim Drei-Konchen-Chor drei Konchen, also halbrunde gleich große Apsiden, an den Seiten eines (einbeschriebenen) Quadrates so zueinander gesetzt, dass sich im Grundriss die Form eines Kleeblattes ergibt, weshalb diese Lösung auch „Kleeblattchor“ genannt wird. Dadurch ergibt sich im Osten einer größeren Kirchenanlage an der Stelle des Chores ein Zentralbau, also ein Bau mit einem eigenen Zentrum und gleichwertigen Seitenteilen. Bei einem freistehenden Zentralbau mit vier symmetrisch angeordneten Apsiden handelt es sich um eine Vierkonchenanlage.

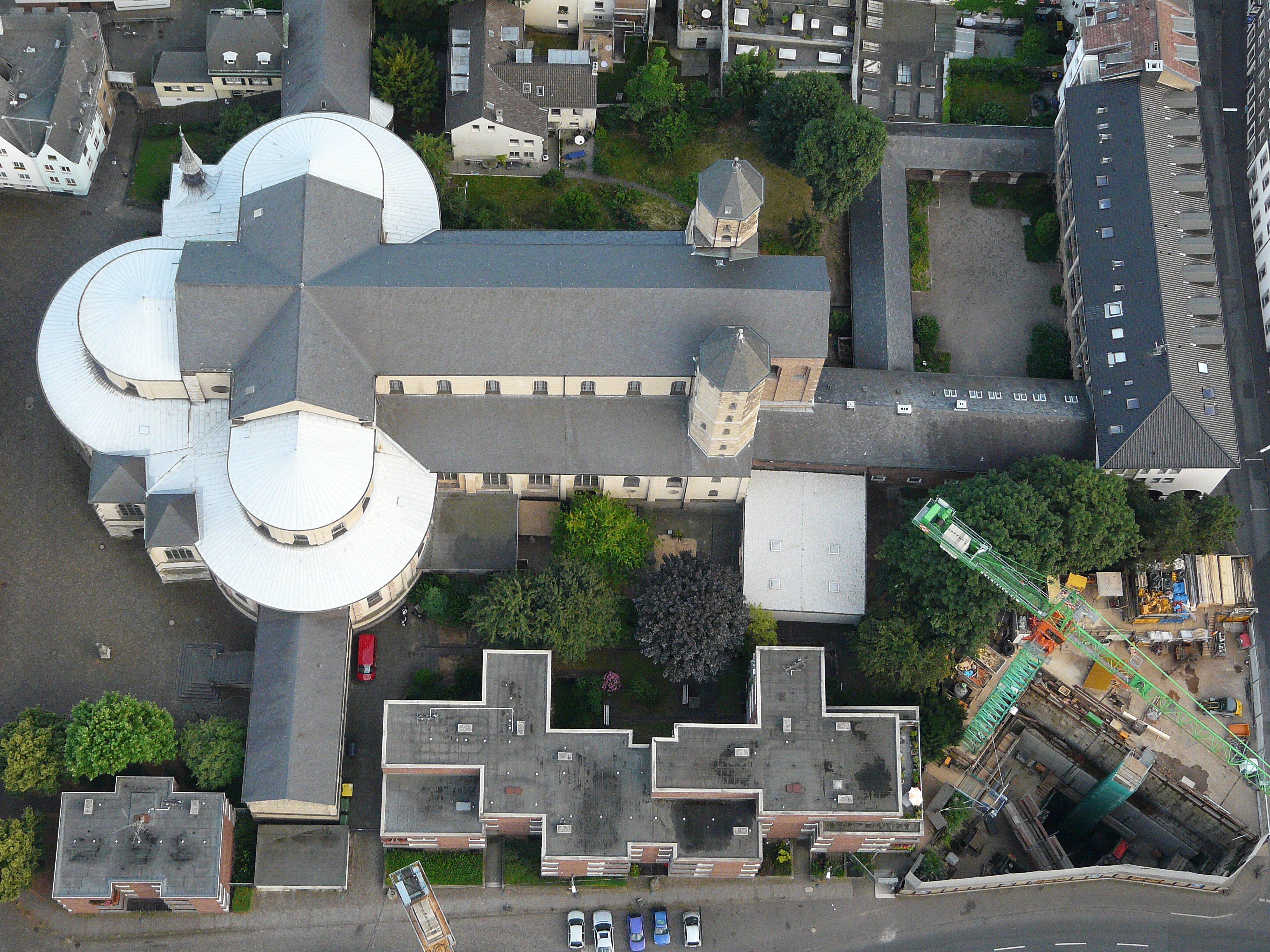
St. Maria im Kapitol in Köln, Dreikonchenanlage

Der Begriff „Drei-Konchen-Chor“ wird in der Literatur immer mit St. Maria im Kapitol in Köln verbunden. Diese um 1040 begonnene und 1065 geweihte Kirche ist ein Schöpfungsbau der niederrheinischen Architektur. Hier wurde nicht nur ein antikes Motiv in die nordeuropäische Architektur eingeführt, sondern es wurde gleichzeitig eine Neuformulierung geschaffen, die einer Erfindung gleichkommt, für die es keine direkten Vorbilder gibt. Vor allem wurde die spezifische Verbindung von Langhaus und dem Zentralbau des Drei-Konchen-Chores neu geschaffen – ein Problem, das die Architektur der Renaissance – zum Beispiel beim Petersdom – und in der Folge den Barock noch beschäftigen sollte.

## Ursprung
Als Grundtypus basieren die Kölner Kleeblattchöre auf spätrömischen Memorialbauten, also auf Grabkapellen. Köln hat ein Beispiel auf seinem Stadtgebiet. Das Römergrab in Weiden ist eine wenig besuchte und im Originalzustand noch weitgehend unveränderte Grabanlage aus der Mitte des 2. Jahrhunderts n. Chr.; es liegt in Köln-Weiden direkt an der Aachener Str. 1328. Hier kann also eine Vorform des Drei-Konchen-Chores besichtigt werden. Der Grund, warum römische Grabbauten für die christliche Architektur vorbildlich wurden, könnte daran liegen, dass das Urchristentum keine feste Vorstellung von einer spezifischen Architektur hatte, die seiner Religion angemessen wäre. Denn man rechnete mit einer baldigen Wiederkehr Christi und dem bevorstehenden Ende der irdischen Existenz. Und da schien es sich nicht mehr zu lohnen, noch neue Bauwerke zu errichten. Die Urchristen versammelten sich in verschiedenen Räumen, angefangen von Privatwohnungen bis hin zu „heidnischen“ Tempeln.
Als sich die Wiederkehr Christi, die sog. Parusie, verzögerte, fing man seit dem Ende des 2. Jahrhunderts an, sich auf eine längere Verweildauer auf Erden einzurichten und machte sich Gedanken über angemessene neue Bauwerke. Hier spielten die Märtyrerkirchen eine große Rolle. Es begann eine folgenreiche Entwicklung, die die Funktion des Altars neu bestimmte, nämlich als Erinnerungsstätte an bedeutende Tote: Die Märtyrer des christlichen Glaubens. Mit der neuen Altarfunktion als Toten-Denkmal wurde die Architektur der „heidnischen“ Grabbauten als greifbares Vorbild wirksam.
Hinzu kam, dass seit dem Toleranzedikt von Mailand des römischen Kaisers Konstantin des Großen aus dem Jahr 313, auf dessen Grundlage schließlich im Jahr 391 das Christentum zur Staatsreligion wurde, das römische Imperium nicht mehr als heidnisch galt und somit seine Architektur als durchaus rezeptionswürdig erschien. So kam der Zentralbau in die christlich-abendländische Architektur.
Eine weitere Theorie zur Entwicklung des Drei-Konchen-Chores lautet: Ausgehend von dem entscheidenden Motiv, der Zirkulation von Seitenschiffen und Umgang, hat Albert Verbeek darauf hingewiesen, dass die um 1033/40 errichtete, jedoch im Jahr 1801 abgebrochene Abteikirche Stablo bereits Seitenschiffe um Langhaus, Querhaus und Chor herumgeführt hatte, wenngleich das Querhaus rechteckig ausgebildet war. Die in den Jahren 1048 bis 1061 errichtete 2. Kirche der Abtei Brauweiler, die sich aus dem staufischen Umbau rekonstruieren lässt, greift im Grundriss auf Stablo zurück, wenngleich unter Verzicht auf die kontinuierliche Fortführung der Seitenschiffe an den Stirnseiten des Querhauses. Die Verbindung zwischen Stablo, Köln und Brauweiler beruht auf folgenden konkreten historischen Fakten:
So wurde die Abtei Brauweiler im Jahr 1024 von Pfalzgraf Ezzo und seiner Gemahlin Mathilde, den Eltern der Äbtissin Ida von St. Maria im Kapitol, gegründet. Idas Schwester Richeza, Königin von Polen, begann im Jahr 1048 mit dem Neubau der Abteikirche Brauweiler. Die Einrichtung des Benediktinerklosters Brauweiler war 1025 eben jenem Abt Poppo von Stablo übertragen worden, der den Neubau der Abteikirche Stablo bewirkt hatte.

## Geburtskirche in Bethlehem

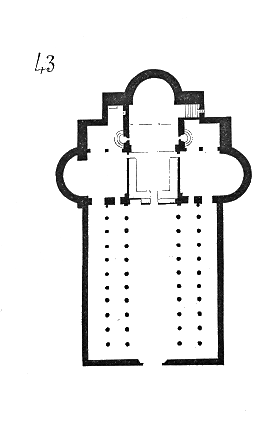
Grundriss der Geburtskirche in Bethlehem

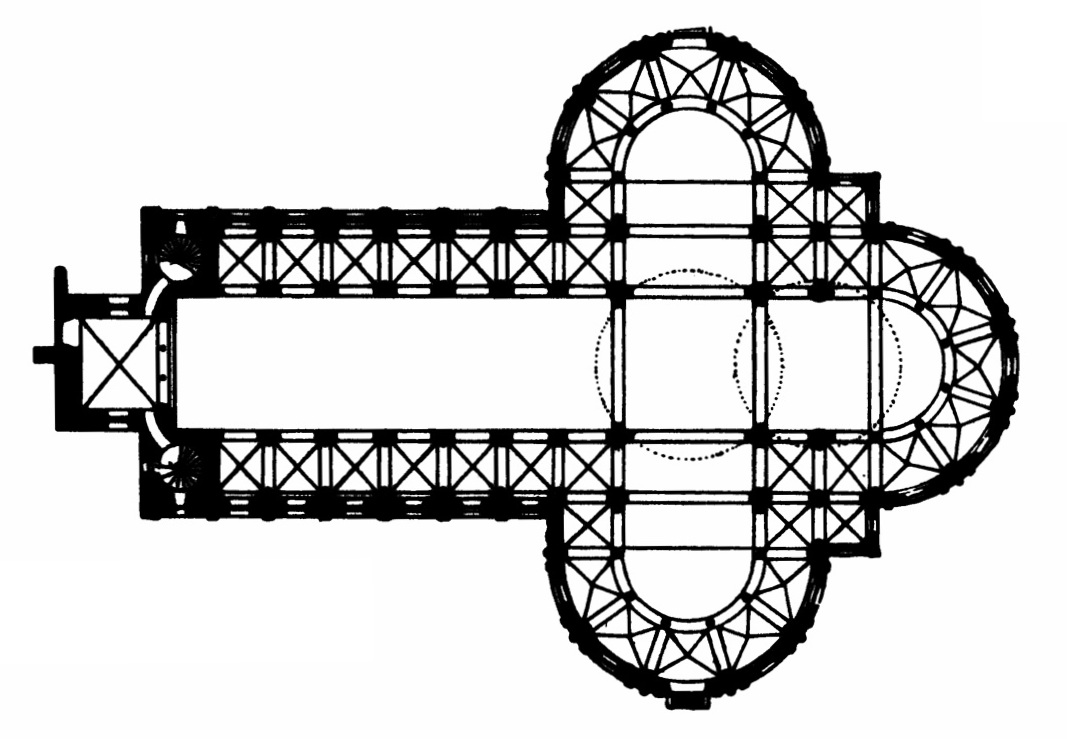
Grundriss St. Maria im Kapitol

Im frühen Mittelalter war die Bauform des Dreikonchenchors weit verbreitet. Das bedeutendste Beispiel in der Sakralarchitektur ist der justinianische Umbau der konstantinischen Geburtskirche in Bethlehem im 6. Jahrhundert. Bethlehem war neben Jerusalem ein viel besuchter Wallfahrtsort, so gelangte die Kenntnis dieser Kirche auch ins Abendland.
Die Übereinstimmung der Grundrissmaße von St. Maria im Kapitol in Köln und Bethlehem ist so überzeugend, dass eine direkte Übernahme als zwingend angesehen werden muss. Die Identität der entscheidenden Grundmaße ist klar ersichtlich. So feierten die Kölner Erzbischöfe jahrhundertelang in Maria zum Kapitol zu Weihnachten die erste Messe in der Stadt, wegen des Bezuges zur Geburtsgrotte in Bethlehem und damit zur Geburt Christi.
Der missglückte 2. Kreuzzug der Jahre 1147 bis 1149, der König Konrad III. (reg. 1138–52) bis nach Jerusalem führte, wird die Vorstellung von den Stätten des heiligen Landes wiederbelebt haben. Arnold II. von Wied hatte als Kölner Dompropst den König begleitet. Dieser hatte sich in Schwarzrheindorf seine im Jahr 1151 im Beisein Konrads III. geweihte Doppelkapelle St. Maria und Clemens (Schwarzrheindorf) auf seinem Burgsitz gebaut, die eine dem Trikonchos ähnliche Grundrissform zeigt. Im gleichen Jahr wurde er Kölner Erzbischof.
In Mitteleuropa gab es vor Maria im Kapitol offensichtlich keine entsprechenden Bauwerke. Der Kölner Bau hat die Idee der drei Konchen und der umlaufenden Seitenschiffe erst richtig zu Ende gedacht, so dass man hier in Köln erstmals von einer einheitlichen Komposition sprechen kann.
Die Wiederaufnahme der Bauform aus Bethlehem in Köln kann auch damit zusammenhängen, dass im Mittelalter für den Besuch der Wallfahrtskirche in Bethlehem der Sündenablass galt, auch für den Fall, dass man eine Kirche, die diese zitierte, aufsuchte. So übertrug man den Sündenerlass auf die Kirche St. Maria im Kapitol.
Als weiterer Grund für die Entstehung des Drei-Konchen-Chores wird in der Kunstgeschichte darauf hingewiesen, dass solche Chöre mit umlaufenden Seitenschiffen (Umgangsbasilika) der zunehmenden Reliquienverehrung galten, die im 11. Jahrhundert auftrat und die es erlaubte, die Gläubigen in geregelter Form um die Anbetungsstätte herumzuführen. Deshalb sind ähnliche Bauformen vor allem bei Pilgerkirchen anzutreffen.

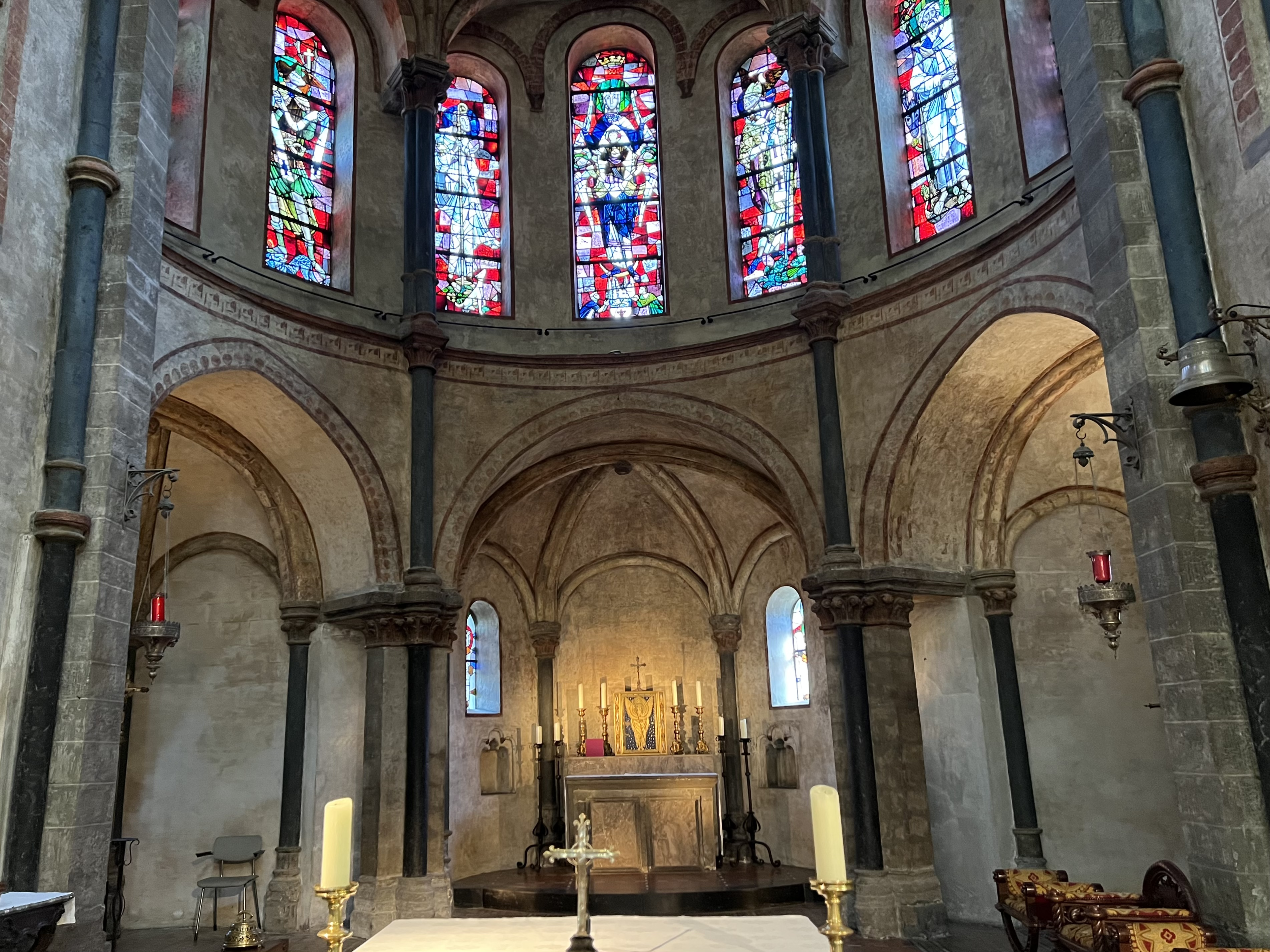
Chor in der Munsterkerk, Roermond

## Weitere Bauten und Nachfolgebauten
Bereits die Armenische Baukunst kennt Drei- oder Vier-Konchen-Bauten (z. B. in Pemsaschen oder in Talin), die jedoch allesamt nur noch in Ruinen erhalten sind und recht ungenau rekonstruiert wurden.
In Europa erfährt der Drei-Konchen-Chor in karolingischer Zeit ein Wiederaufleben im 8. Jahrhundert mit der Heiligkreuzkapelle des Klosters Müstair. Auch die zu Beginn des 9. Jahrhunderts entstandene Kirche von Germigny-des-Prés zeigt Anklänge an dieses Bauschema.
Nach dem Vorbild von St. Maria im Kapitol in Köln erleben Dreikonchenkirchen im rhein-maasländischen Raum in der zweiten Hälfte des 12. Jahrhunderts eine neue Blüte, nun jedoch mit anderen Gliederungsmitteln, die vielleicht von frühen Kathedralbauten Frankreichs (Noyon, Soissons) mitbeeinflusst wurden: Die Seitenschiffe werden allgemein nicht mehr in voller Breite um die Konchen herumgeführt. Die Umgangs-Säulen rücken näher an die Wand heran. So wurde der Umgang zum schmalen Laufgang. Emporen bereicherten den Aufriss. Sie wurden in Pfarrkirchen üblich, um mehr Zuhörer aufnehmen zu können.
In den Jahren nach 1150 bis 1172 nimmt in Köln zuerst Groß St. Martin den Grundriss auf, dann um 1200 gleich mehrere Kirchen: St. Aposteln und St. Andreas in Köln und das Bonner Münster. Ab 1209 wählen St. Quirin in Neuss und in den Jahren 1218–24 die Münsterkirche in Roermond den Drei-Konchen-Plan als Ostlösung, der in der Folge auch an gotischen Kirchen, wie der Elisabeth-Kirche von Marburg (um 1235) realisiert wird. Der Chorbereich der Kirche der Abtei Rolduc bei Kerkrade zeigt eine weitere Gestaltungsmöglichkeit ohne Miteinbeziehung des Querhauses.
Im 12. und frühen 13. Jahrhundert entstanden auch in Frankreich mehrere Kirchen mit Dreikonchenchören (z. B. der Chor der Abbaye Saint-Pierre-ès-Liens bei Tourtoirac, Dordogne).

## Historismus

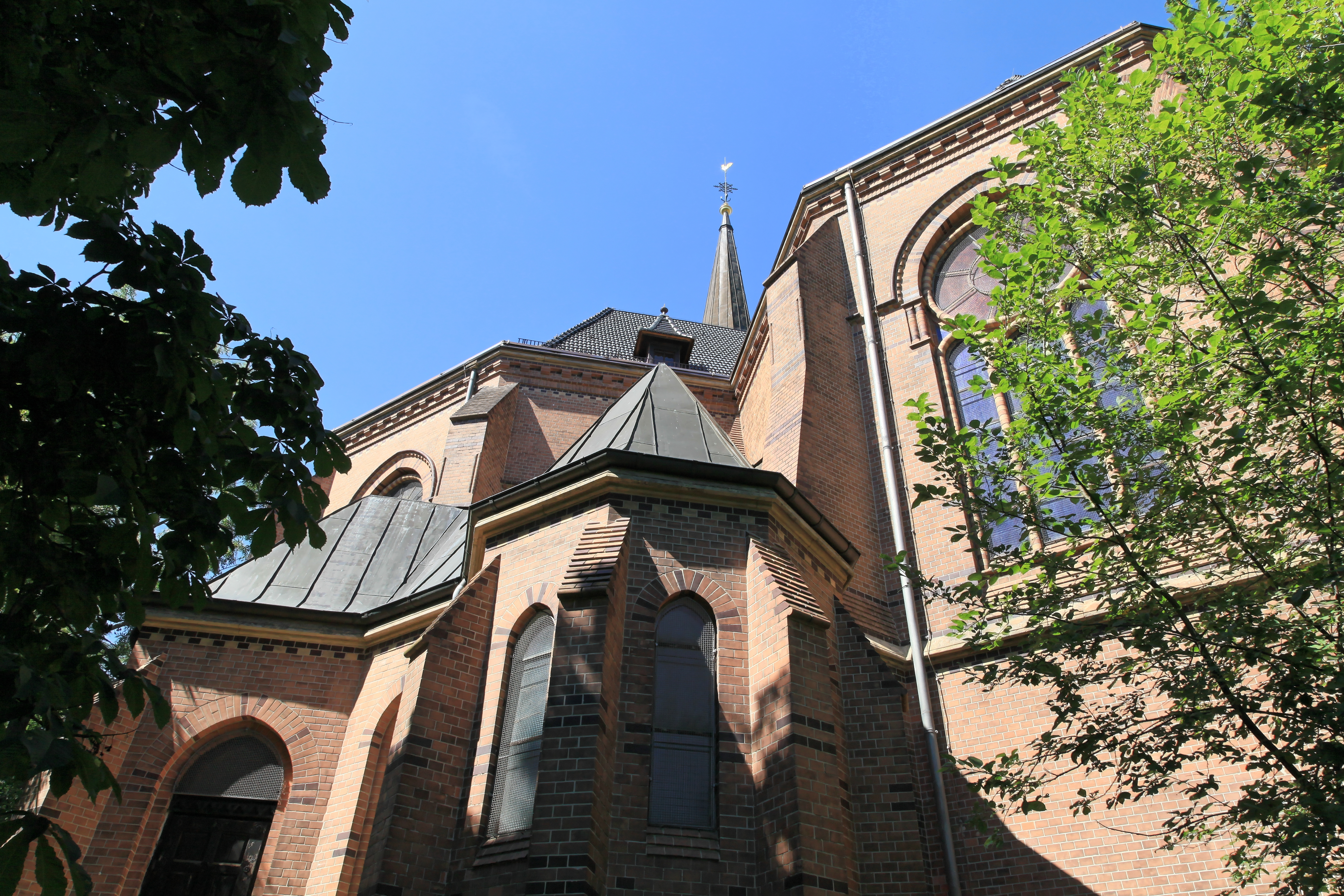
Leipzig, Lutherkirche, 1883–1886, zwei der drei polygonalen Konchen

Eine beträchtliche Anzahl neoromanischer und neugotischer Kirchenbauten ist als Trikonchos gebaut, aber im Unterschied zum Mittelalter nicht zum Zweck der Ausweitung der Choranlage; das Querhaus ermöglichte zusätzliche Plätze für die Gläubigen in der Nähe des Altars, aber der Eingang lag mehr als in mittelalterlichen Gotteshäusern am dem Altarraum entgegengesetzten Ende des Langhauses.